# Franco Cortese
Franco Cortese, född den 10 februari 1903 i Oggebbio, Piemonte, död den 13 november 1986 i Milano, var en italiensk racerförare.
Cortese innehar rekordet för flest genomförda Mille Miglia-lopp, 14 stycken mellan 1927 och 1956. Han körde även grand prix racing och 1937 startade han stallet Scuderia Ambrosiana tillsammans med förarkollegan Luigi Villoresi.
Cortese är mest känd för att ha vunnit den första segern med en Ferrari, vid Roms Grand Prix 1947. Han vann också Neapels Grand Prix 1950 och Targa Florio 1951.